# Wojskowy Korpus Górniczy

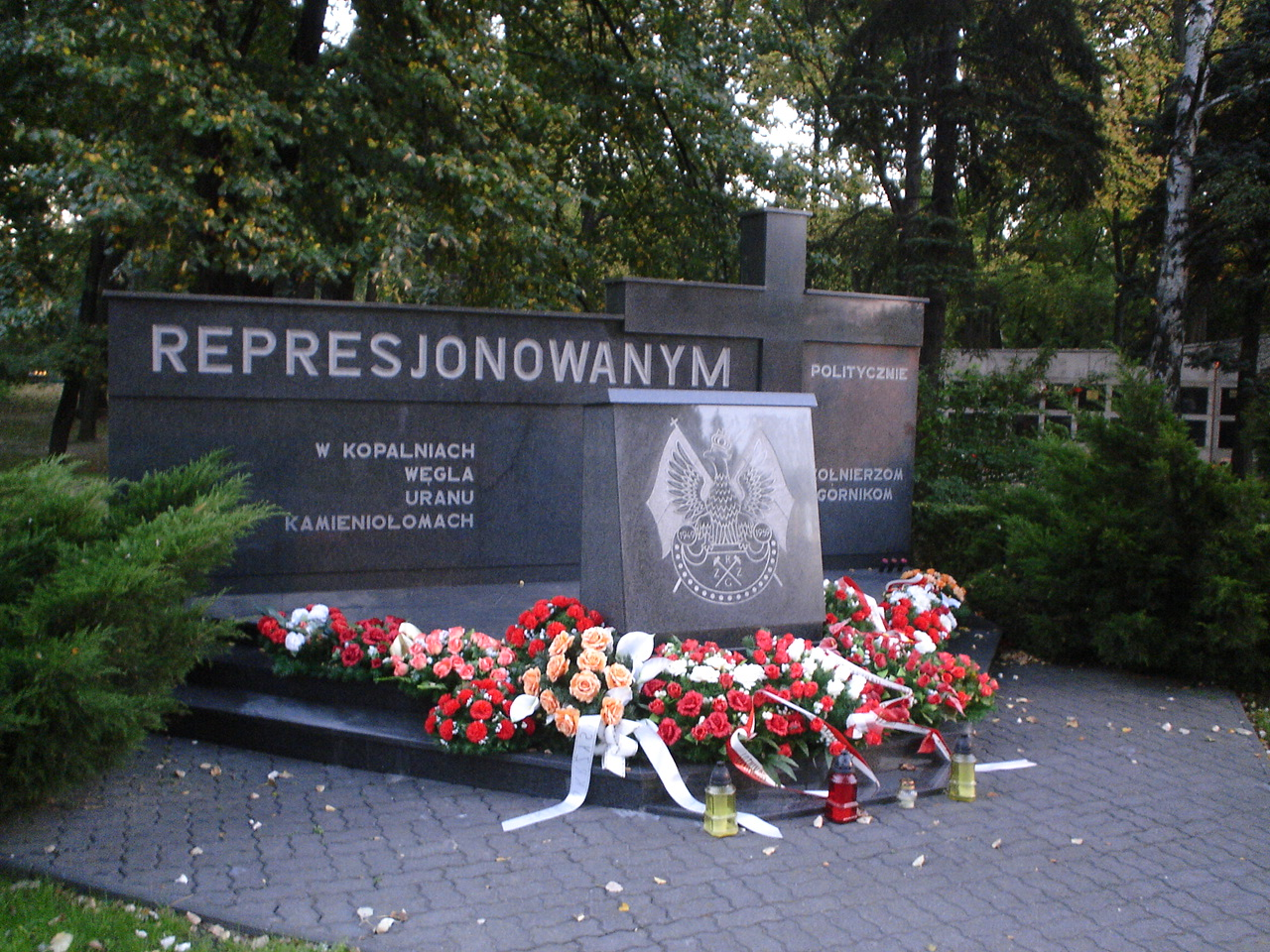
Pomnik żołnierzy-górników na Cmentarzu Wojskowym na Powązkach w Warszawie

Wojskowy Korpus Górniczy – formacja wojskowej służby zastępczej utworzona w 1949, zlikwidowana w 1959. Kierowano do niej mężczyzn (młodych poborowych), których uznawano za przeciwników politycznych, niebezpiecznych dla wprowadzanego siłą ustroju komunistycznego w Polsce – w szczególności byłych członków organizacji niepodległościowych i antykomunistycznych (m.in. Armia Krajowa, Narodowe Siły Zbrojne itp.), synów przedwojennej inteligencji i tzw. kułaków. Służba ta miała charakter pracy przymusowej.

## Początki
Od początku 1945 roku Armia Czerwona z zajmowanego Śląska wywoziła tysiące górników (od 20 do 30 tysięcy). Dużą ich część stanowili obywatele polscy. Brak wykwalifikowanej kadry spowodował lukę w gospodarce i znacząco obniżył wydobycie węgla. Władze komunistyczne próbowały początkowo uzupełnić te braki pracą więźniów kryminalnych i niemieckich jeńców wojennych (około 50 tysięcy). Jednak w 1949 roku powstała Niemiecka Republika Demokratyczna i jeńcy zostali zwolnieni do domów. Problem braku rąk do pracy powrócił. Próbowano go rozwiązać poprzez ogłoszenie możliwości dobrowolnego wstępowania do batalionów górniczych. Jednak odzew był dość niewielki i komuniści wprowadzili bardziej systematyczne rozwiązania.

## Wojskowe Bataliony Pracy
Władze komunistyczne chciały rozwiązać dwa problemy: brak górników i element niepewny politycznie. 5 sierpnia 1949 Szef Głównego Zarządu Polityczno-Wychowawczego generał Edward Ochab wydał rozkaz nr 036/GZPW skierowania dodatkowych 4000 poborowych bez przeszkolenia i bez broni do wytypowanych kopalni.
Bataliony nie były formacjami stricte wojskowymi, a były jedynie organizowane przez wojsko. Ich podstawowym zadaniem była praca przy wydobyciu węgla.
Pierwsze cztery bataliony powstały 15 października 1949. W tym dniu pierwszy z nich przybył do Brzeszcz koło Oświęcimia. Historycy podają, że liczebność WBP w tym czasie wynosiła 4621 żołnierzy. Na wiosnę 1950 roku było już dziesięć batalionów, podporządkowanych dowództwu Okręgu Wojskowego w Krakowie. W kwietniu 1950 roku, Ministerstwo Obrony Narodowej wydało rozkaz powołujący kierownictwo Batalionów Pracy w Katowicach. Dowódcą został major Cynkin, zastępcą do spraw politycznych kapitan Margules.
Rok później Prezydium Rady Ministrów wydało uchwałę dotyczącą organizacji i przeznaczenia Batalionów Zasadniczej Służby Wojskowej. Powszechna Organizacja „Służba Polsce” (SP) miała od tej pory posiadać pion BZSW. Komendant SP otrzymał rozkaz organizacji 9 batalionów i wcielenia do nich 11 tysięcy żołnierzy. W tym momencie BZSW zaczęły posiadać niejako podwójne dowództwo co wywołało kolejne zmiany: na jesień 1951 roku MON wydał rozkaz, którym powołał przy Komendzie Głównej SP kierownictwa Jednostek ZSW. Dowódcą został major Samuel Lewin. Jednocześnie utworzono kolejne dwie Brygady Pracy ZSW, w Katowicach i w Chorzowie.
Rozkaz nr 008 marszałka Polski Konstantego Rokossowskiego, z dnia 1 lutego 1951 roku wprowadzał dokładne zasady wcielania do WBP. Miało być ono prowadzone w ramach odbywania zasadniczej służby wojskowej. Jednak na podstawie specjalnej selekcji, prowadzonej także przez Ministerstwo Bezpieczeństwa Publicznego oraz aktywistów i konfidentów partyjnych, nieprawomyślnych poborowych kierowano do pracy w kopalniach węgla kamiennego, kopalniach rud uranu, a także do kamieniołomów.

Podstawą do zakwalifikowania poborowego do służby zastępczej - jest jego pochodzenie społeczne, oblicze polityczne i moralne oraz przeszłość polityczna. Do służby zastępczej przeznaczać:
    a) poborowych pochodzących ze środowiska bogaczy wiejskich, wywłaszczonych obszarników, kupców, właścicieli przedsiębiorstw przemysłowych zatrudniających siły najemne, właścicieli większych nieruchomości miejskich oraz synów byłych funkcjonariuszy bezpośredniego aparatu ucisku reżimu przedwrześniowego
    b) poborowych, którzy według opinii organów bezpieczeństwa publicznego są wrogo ustosunkowani do obecnej rzeczywistości
    c) poborowych, których rodzice, rodzeństwo lub żona byli karani przez organa Polski Ludowej za przestępstwa polityczne
    d) poborowych, którzy utrzymują kontakt z członkami najbliższej rodziny, pozostającymi w krajach kapitalistycznych i zajmującymi wrogą postawę wobec Polski Ludowej

W następnych latach powstawały kolejne bataliony, ich liczba przekraczała dwieście a pracowało w nich w sumie około 31 tysięcy żołnierzy.
Po likwidacji „Służby Pracy” jednostki zastępczej służby wojskowej (pracy) przekształcono w podległy bezpośrednio Ministrowi Górnictwa Wojskowy Korpus Górniczy. Przemianowano również bataliony pracy i odtąd nosiły one nazwę „wojskowe bataliony górnicze”.
Rok 1955 przyniósł kolejne zmiany. Na mocy uchwały Prezydium Rady Ministrów Nr 815 z 15 października 1955 utworzono Wojskowy Korpus Górniczy. Zachował on kadrę, strukturę organizacyjną i stany osobowe batalionów pracy. Jednak oddziały przestały już używać nazwy zastępcza służba wojskowa. Od dnia 1 stycznia 1956 roku jednostki podporządkowane Wojskowemu Korpusowi Górniczemu zaczęto nazywać Wojskowymi Batalionami Górniczymi. Dowódcą WKG został pułkownik Aleksander Kokoszyn, a od 11 grudnia 1956 pułkownik Bronisław Szubicz. 

## Praca przymusowa w kopalniach uranu

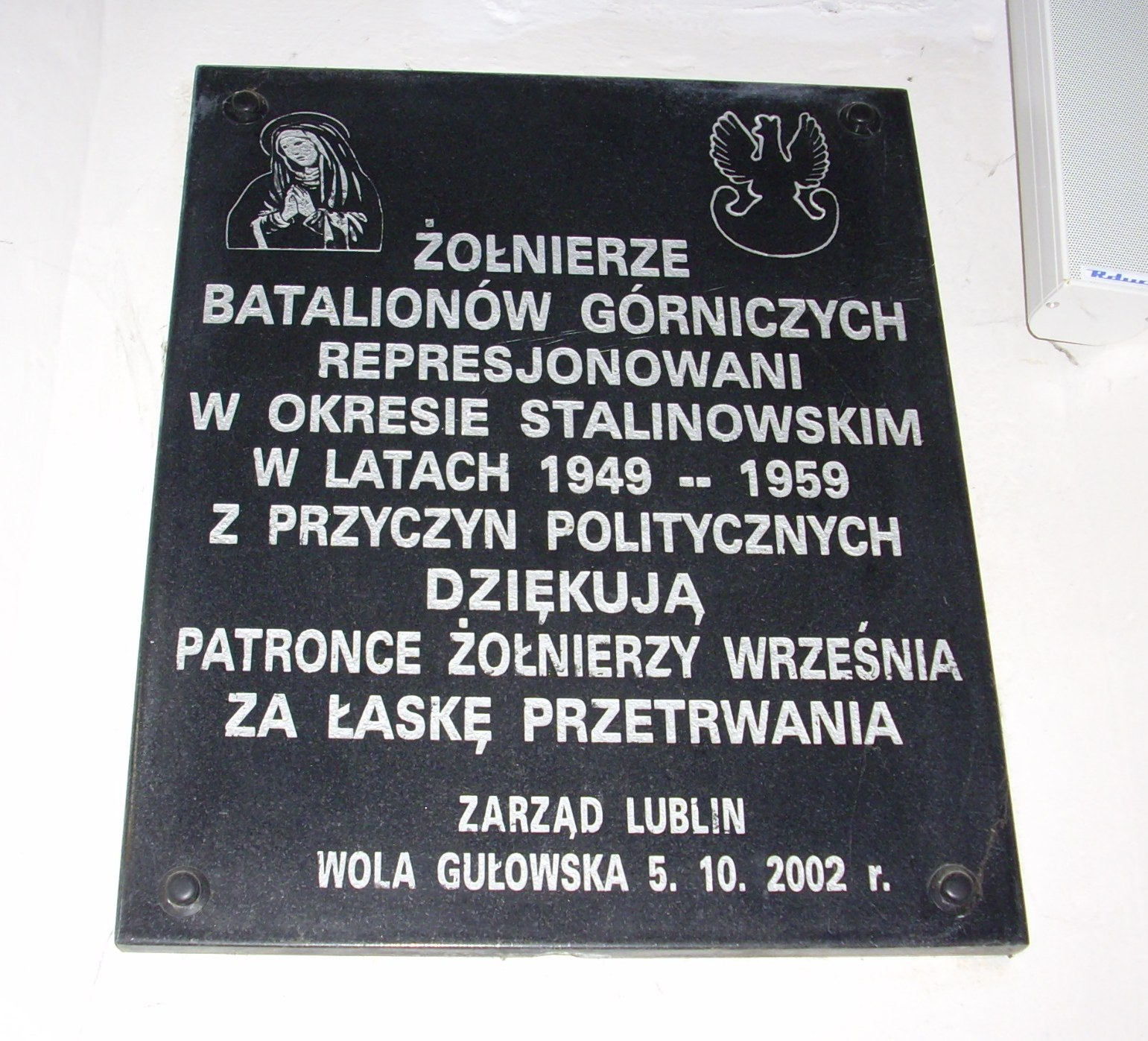
Tablica pamiątkowa w Woli Gułowskiej

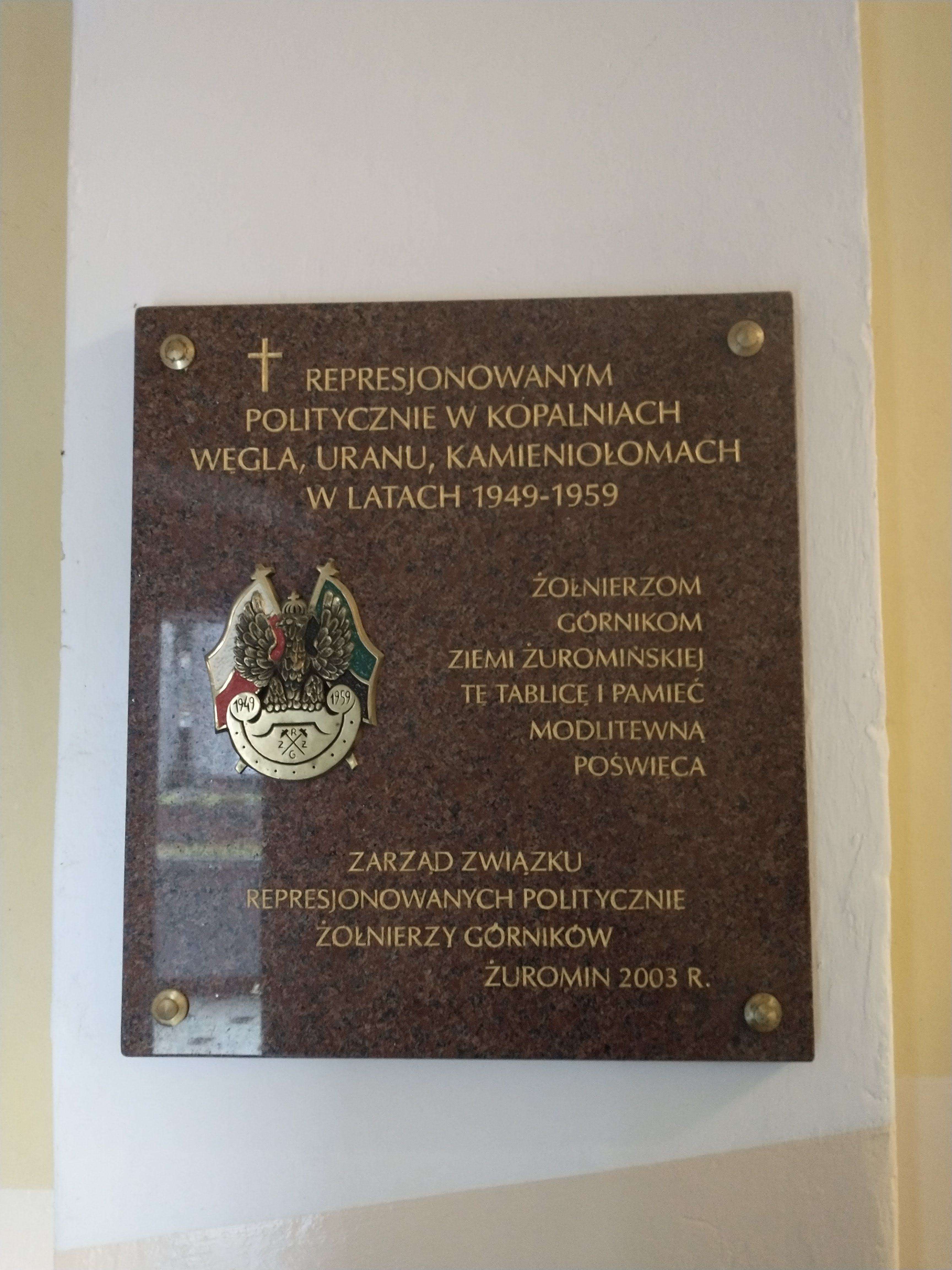
Tablica pamiątkowa w Żurominie

Na mocy rozkazu marsz. Rokossowskiego z dnia 13 maja 1950 utworzono poza normą wojska 10. batalion pracy (JW 2930) przeznaczony do pracy w kopalniach uranu. Batalion składał się z 1136 żołnierzy i został skierowany do wydobycia rudy uranu z polskich kopalni, na potrzeby produkcji broni atomowej w ZSRR. 4 czerwca do batalionu skierowano 11. batalion pracy liczący 1419 żołnierzy (JW 1466) (sformowany w 8. batalionie budowlanym w Jarosławiu). 16 czerwca 1951 utworzono z obu batalionów 10. Brygadę Pracy o strukturze kompanijnej. Praca brygady przy wydobyciu uranu była objęta szczególną tajemnicą wojskową, jej członkowie byli pilnowani stale przez jednostki KBW, UB, NKWD i Informacji Wojskowej – oddziały wartownicze pilnujące pracujących żołnierzy miały prawo do użycia broni. Praca przy wydobyciu uranu była obarczona szczególnym ryzykiem, ponieważ żołnierze nie byli w żaden sposób zabezpieczeni przed szkodliwym dla zdrowia promieniowaniem radioaktywnym uranu, bezpośrednio narażeni na skutki jego oddziaływania – spośród ok. 3 tysięcy żołnierzy przeżyła tylko niewielka część. Instytut Pamięci Narodowej określił zmuszanie do pracy w kopalniach rud uranu, w ramach batalionów pracy, jako jedną ze zbrodni stalinizmu w Polsce i zbrodnię przeciwko ludzkości.

## Struktura
Ogółem żołnierze batalionów pracy byli zatrudnieni w 60 kopalniach Dolnego i Górnego Śląska oraz zachodniej Małopolski. W szczytowym okresie w 1956 w WKG znajdowało się około 35 tys. żołnierzy. Łącznie między 1949 a 1959, służbę odbyło około 120 tysięcy żołnierzy.
Dowództwo Wojskowego Korpusu Górniczego Katowice
- Dowództwo 3 Wojskowej Brygady Górniczej Wałbrzych
  - 1 (Szkolny) Wojskowy Batalion Górniczy Oświęcim
  - 2 Wojskowy Batalion Górniczy Katowice
  - 3 Wojskowy Batalion Górniczy Radzionków
  - 5 Wojskowy Batalion Górniczy Sosnowiec
  - 6 Wojskowy Batalion Górniczy Janów Śląski
  - 7 Wojskowy Batalion Górniczy Makoszowy
  - 8 Wojskowy Batalion Górniczy Nowy Wirek
  - 9 Wojskowy Batalion Górniczy Chorzów
  - 12 Wojskowy Batalion Górniczy Jaworzno
  - 13 Wojskowy Batalion Górniczy Szczawienko
  - 14 Wojskowy Batalion Górniczy Lędziny
  - 15 Wojskowy Batalion Górniczy Mieroszów
  - 16 Wojskowy Batalion Górniczy Załęska Hałda
  - 17 Wojskowy Batalion Górniczy Bytom
  - 18 Wojskowy Batalion Górniczy Bobrek
  - 19 Wojskowy Batalion Górniczy Chropaczów
  - 20 Wojskowy Batalion Górniczy Zabrze
  - 21 Wojskowy Batalion Górniczy Wałbrzych
  - 26 Wojskowy Batalion Górniczy Wojkowice
  - 27 Wojskowy Batalion Górniczy Zabrze Wschodnie
  - 28 Wojskowy Batalion Górniczy Łaziska
  - 29 Wojskowy Batalion Górniczy Wesoła
  - 30 Wojskowy Batalion Górniczy JW 3686 Ludwikowice Kłodzkie, sformowano 21 lutego 1953, rozformowano 20 lipca 1958
  - 31 Wojskowy Batalion Górniczy Zagórze
  - 34 Wojskowy Batalion Górniczy Mysłowice
  - 38 Wojskowy Batalion Górniczy Brzeziny Śląskie
  - 39 Wojskowy Batalion Górniczy Zabrze Mikulczyce
  - 41 Wojskowy Batalion Górniczy Kochłowice

## Rozformowanie
Zmiany polityczne zachodzące w PRL po śmierci Stalina przybliżyły perspektywę rozwiązania WBG. Termin początkowo wyznaczono na ostatni dzień grudnia 1958 roku. Do tego czasu, w ramach amnestii w 1956 roku z batalionów górniczych zwolniono tzw. pracowników specjalnych, czyli więźniów. Wywołało to kolejny problemy kadrowe i w maju 1956 Prezydium Rady Ministrów podjęło uchwałę o skierowaniu do WKG 8200 żołnierzy Korpusu Bezpieczeństwa Wewnętrznego, a w miesiąc później, na mocy kolejnej uchwały rządowej, do kopalń skierowano dwa tysiące żołnierzy WOP.
Na podstawie Uchwały Prezydium Rady Ministrów nr 529/58 RM z 30 grudnia 1958 w sprawie przyspieszenia likwidacji wojsk Korpusu Górniczego, Minister Obrony Narodowej rozkazem Nr 010/0rg z 20 sierpnia 1959 roku nakazał rozformować do 30 grudnia 1959 Dowództwo Wojskowego Korpusu Górniczego oraz ostatni 6 Wojskowy Batalion Górniczy.
Najwyższy stan bataliony górnicze osiągnęły tuż przed rozwiązaniem, jesienią 1956, liczyły wtedy 35 tysięcy żołnierzy. Mimo terminów wyznaczających rozwiązanie Batalionów Górniczych ostatni zatrudnieni opuścili kopalnie dopiero w czerwcu 1959 roku.
Cały Wojskowy Korpus Górniczy został zlikwidowany na mocy rozkazu Ministra Obrony Narodowej z 20 sierpnia 1959 roku. WKG w różnych formach funkcjonował przez 10 lat.
Do czasu rozwiązania przez bataliony przeszło około 200 tysięcy żołnierzy-górników. Około 1000 z nich zginęło.
Od 1992 roku istnieje Związek Represjonowanych Politycznie Żołnierzy-Górników z siedzibą w Warszawie.